# Clovis Nicolas
 (septembre 2023).
Si vous disposez d'ouvrages ou d'articles de référence ou si vous connaissez des sites web de qualité traitant du thème abordé ici, merci de compléter l'article en donnant les références utiles à sa vérifiabilité et en les liant à la section « Notes et références ».
Clovis Nicolas (né le 13 mars 1975 à Abidjan, Côte d'Ivoire) est un contrebassiste de jazz et compositeur franco-américain.

## Biographie
Après des études de philosophie à l'université d'Aix-en-Provence et au conservatoire de Marseille, Clovis Nicolas s'installe à Paris en 1996. Il se produit avec de nombreux jazzmen tels que Brad Mehldau, Michel Legrand, André Ceccarelli, Dee Dee Bridgewater, Aldo Romano, Stefano Di Battista, Bireli Lagrene ou encore les frères Belmondo.
En 2003, après avoir obtenu une bourse Lavoisier du Ministère des affaires étrangères, il déménage à New York, et se produit dans les clubs de jazz locaux, notamment avec Peter Bernstein, Harry Allen, Sacha Perry, Carl Allen, Jane Monheit, Frank Wess, Branford Marsalis, Curtis Fuller, James Williams, ... En 2009, il intègre la Juilliard School où il étudie la contrebasse avec Ron Carter et la composition classique et l’orchestration avec Kendall Durelle Briggs (en). Il en sort trois ans plus tard avec un Bachelor et un Master of Music.
Depuis, il continue une carrière prolifique de sideman sur scène comme en studio pour de nombreux artistes français et américains. En parallèle, Clovis poursuit une carrière de leader avec quatre albums à son actif, salués par la critique,,.

## Discographie

### En tant que leader
- 2014 : Nine Stories (Sunnyside Records)
- 2018 : Freedom Suite Ensuite (Sunnyside Records)
- 2021 : Autoportrait (Sunnyside Records)
- 2023 : The Contrapuntist (Sunnyside Records)

#### En tant que sideman
Avec Jean-Christophe Beney:
- 1998 : Tenor Joke (CC Productions)
- 2002 : Cassiopee (Effendi)

Avec Stéphane Belmondo:
- 1999 : Infinity (Shai)
- 2001 : Live au Plana (Plana Prod)
- 2003 : Hymne au Soleil (Discograph)
- 2014 : John Coltrane: A Love Supreme (Jazz&People Records)

Avec Olivier Temime:
- 1999 : Le Douze (Autoproduit)

Avec Baptiste Trotignon:
- 2000 : Fluide (Naïve_Records)
- 2001 : Sightseeing (Naïve)
- 2011 : For a While (Naïve)

Avec Régis Ceccarelli:
- 2001 : For Distingue Lovers (Blue Note)

Avec Laurent Fickelson:
- 2001 : Secret Mood (Shai)

Avec Pierre Christophe:
- 2003 : Byard By Us (Black and Blue)

Avec Olivier Renne:
- 2001 : Osiris (Shai)

Avec Pierre de Bethmann:
- 2003 : Ilium Quintet (Effendi)

Avec Christophe Dal Sasso:
- 2004 : Ouverture (Nocturne)
- 2014 : John Coltrane: A Love Supreme (Jazz&People Records)

Avec Josh Brown:
- 2007 : The Feeling Of Jazz (CD Baby)

Avec Dmitry Baevsky:
- 2010 : Some Other Spring (Harmonia Mundi)
- 2022 : Kids' Time (Fresh Sound)

Avec Laurent Courthaliac:
- 2013 : Pannonica (Harmonia Mundi)
- 2016 : All My Life (Jazz&People Records)
- 2018 : At Barloyd's (Jazz&People Records)

Avec Carlos Abadie:
- 2013 : Carlitos' Way (Truth Revolution Records)

Avec Luca Stoll:
- 2015 : Mono Live in Vevey (CD Baby)

Avec Samora Pinderhughes:
- 2016 : The Transformations Suite (Gray Area Records)
- 2022 : Grief (Stretch/Ropeadope)

Avec Uptown Jazz Tentet:
- 2016 : There It Is (Irrabagast Records)
- 2020 : What's Next (Irrabagast Records)

Avec Ben Gillece:
- 2017 : Walk Of Fire (Positone Records)

Avec Bruce Harris:
- 2017 : Beginnings (Positone Records)

Avec Tobias Siankiewicz:
- 2018 : Time To Begin (TSM Records)

Avec Shirley Crabbe:
- 2018 : Bridges (MaiSong Music)

Avec Barend Middelhoff:
- 2020 : Fair Play (JazzTribes)

Avec Jon Boutellier et Michael Valeanu:
- 2021 : Three Of A Kind (CD Baby)

Avec Yvonnick Prené:
- 2023 : Listen! (Sunnyside Records)